# کورینت، شهرستان کلی، آلاباما
کورینت (به انگلیسی: Corinth) یک منطقهٔ مسکونی در ایالات متحده آمریکا است که در شهرستان کلی، آلاباما واقع شده‌است. کورینت  ۲۷۱٫۸۸ متر بالاتر از سطح دریا واقع شده‌است.